# ام (فیلم ۱۹۳۱)
ام یا ام - شهری به دنبال یک قاتل می‌گردد (به آلمانی: M - Eine Stadt sucht einen Mörder) فیلمی به کارگردانی فریتس لانگ با بازی پیتر لوره، محصول سال ۱۹۳۱ است. فریتس لانگ و همسرش تئا فن هاربو نویسندگان این فیلم بودند. ام اولین فیلم ناطق لانگ بود. این فیلم امروزه کاری کلاسیک محسوب می‌شود و لانگ خودش آن را بهترین فیلمش می‌دانست.
داستان فیلم در مورد قاتلی است که کودکان را به قتل میرساند.پلیس برای دستگیری قاتل دست به کار میشود. پس از پلیس حتی خلافکاران که از پراکندگی پلیس برای دستگیری قاتل ناراحت هستند تصمیم می گیرند قاتل را دستگیر کنند.برای راحت تر شدن کار به گدایان 
نیز خبر میدهند تا شانس بیشتری برای گرفتن قاتل داشته باشند.